# مبارک‌آباد (رشت)
مبارک‌آباد ، روستایی از توابع بخش مرکزی شهرستان رشت در استان گیلان ایران است.

## جمعیت
این روستا در دهستان پیربازار قرار دارد و براساس سرشماری مرکز آمار ایران در سال ۱۳۸۵، جمعیت آن ۹۶۴ نفر (۲۶۱خانوار) بوده‌است.